# Wir machen durch bis morgen früh
Wir machen durch bis morgen früh ist eine deutsche Fernseh-Komödie fürs ZDF von 2014. Die Hauptrollen spielen Heike Makatsch, Fahri Yardım, Matthias Koeberlin und Armin Rohde.

## Handlung
Das junge Paar Melanie und Ali Struttmann, Inhaber des Fliesencenter Struttmann in Tötensen, trennen sich für ein Wochenende, da Melanie mit ihren beiden Freundinnen einen Wellness-Urlaub machen möchte. Da die Frauen aber zu Melanies Überraschung heimlich nach Ibiza fliegen wollen, müssen sie noch eine Nacht in Hamburg verbringen, was sie ins dortige Nachtleben zieht. Ali, obwohl er sich solange allein um ihr gemeinsames Baby Bobby kümmern soll, lässt sich von seinen drei Kumpels Georgie, Hakan und Mike überreden, mit ihnen einen zünftigen Männerabend zu verleben. Schließlich hätte er ja „sturmfreie Bude“ und das müssten sie nutzen. Sogleich wird eingekauft und alles herangeschafft, was für so einen feuchtfröhlichen Abend gebraucht wird. Allerdings will auch das Baby zwischendurch versorgt werden und da Ali aus Versehen seine Merkzettel verbrannt sind, weiß er nicht einmal, wie man ein Fläschchen richtig warm macht. So explodiert es in der Mikrowelle ausgerechnet dann, als Melanie anruft, weil sie sich kurz erkundigen will, ob alles in Ordnung ist. Ali kann Melanie zwar beruhigen, aber in Ordnung ist nun nichts mehr, nachdem unangemeldet Rotlicht-Größe Rocky Harkensen vor der Tür steht. Er hatte sich vor kurzem bei Ali darüber beschwert, dass die von ihm verlegten Fliesen zu rutschig seinen. Nun hat es große Probleme mit den Benutzern seines Saunaclubs gegeben, die darauf ausgerutscht sind und Rocky fordert Rache.
Georgie, Hakan und Mike bemerken das Verschwinden ihres Freundes und machen sich auf die Suche nach ihm. An einer Tankstelle erfahren die drei, dass vor kurzem schon jemand nach Ali gefragt hatte und so führt sie ihr Weg nach Hamburg. Baby Bobby nehmen sie mit, wollen ihn in zu Melanies Vater Rudi bringen, der in Hamburg wohnt. Dieser weiß allerdings gar nicht, dass er Opa geworden ist und hat sich in den letzten Jahren auch etwas verändert. Er hatte schon länger seine weibliche Seite entdeckt, trägt Frauenkleider und lebt auch mit einem Mann zusammen. Über seinen Enkel freut er sich sehr und nimmt in gern in Obhut. Die drei machen sich weiter auf die Suche nach Ali und geraten dabei in eine Polizeikontrolle. Da sie nicht ganz nüchtern und mit einem Auto unterwegs sind, dass ihnen nicht gehört, werden sie festgehalten und mit aufs Revier genommen.
Rocky Harkensen hat unterdessen Ali davon überzeugt, wie rutschig die neuen Fliesen tatsächlich sind. Anschließend nötigt er ihn dazu, als Stripper in seinem Lokal aufzutreten. Hier begegnen sich nun Ali und Melanie überraschend wieder und beide sind entsetzt sich hier gegenüberzustehen. Ali ergreift sofort die Flucht. Melanie eilt ihm nach und stellt ihn zur Rede. Notgedrungen müssen sie sich nun gegenseitig Erklärungen für ihren Aufenthalt in Hamburg abgeben. So erfährt Melanie auch, dass Ali nicht ganz unschuldig an Rocky Harkensens Reklamation ist, denn er hatte eigenmächtig Billigware aus China ein- und sie als angebliche Markenware teuer weiterverkauft. Aus Sorge um Bobby, will Melanie so schnell wie möglich wieder nach Hause. Als sie endlich dort ankommen, steht bereits ein Polizeiauto vor ihrem Haus und auch ihr Vater – zu ihrem Entsetzen in Frauenkleidern – kommt gerade mit einem Taxi an. Da sie sich seinetwegen schämt, nimmt sie ihm nur kurz das Baby ab und schickt ihn gleich wieder weg. Im Haus sieht es aus wie ein Schlachtfeld und die Polizei wartet bereits auf Ali. Sie nehmen ihn mit zum Polizeirevier, damit er ihnen bestätigt, ob das sichergestellte Fahrzeug sein Transporter ist. Dies kann er bejahen und auch seine Freunde aus der Sicherungsverwahrung „befreien“. Wieder im Fliesencenter angekommen wartet schon Rocky Harkensens auf Ali und besteht auf Wiedergutmachung. Zu seiner Verwunderung ist auch sein Schwiegervater Rudi hier und tritt für ihn ein, damit die Situation nicht eskaliert. Er verspricht Rocky zusammen mit Ali und dessen drei Kumpels seinen 150m²-Poolbereich über Nacht neu zu fliesen. Georgie, Hakan und Mike sind allerdings stark übermüdet und haben kaum Lust nun noch eine Nacht „durchzumachen“. Doch es hilft nichts, um Ali aus der Patsche zu helfen, machen sie mit und am Ende ist Rocky dann auch zufrieden. Melanie ist ebenfalls stolz auf ihrem Mann und tritt nun ihre Reise nach Ibiza an.

## Hintergrund
Wir machen durch bis morgen früh ist eine Network-Movie-Produktion in Zusammenarbeit mit dem ZDF und wurde dort am 27. Oktober 2014 als Fernsehfilm der Woche ausgestrahlt.

## Rezeption

### Einschaltquote
Die Erstausstrahlung von Wir machen durch bis morgen früh am 27. Oktober 2014 wurde in Deutschland von 4,28 Millionen Zuschauern gesehen und erreichte einen Marktanteil von 13,0 Prozent für das ZDF.

### Kritiken
Rainer Tittelbach von Tittelbach.tv meinte: „Die Mittdreißiger in Lars Beckers ‚Wir machen durch bis morgen früh‘ lassen es noch mal so richtig krachen. Schade nur, dass das Drehbuch nicht das hält, was die Schauspieler und die komödiantische Ausgangssituation versprechen. So kippt diese regressive Nachtschicht nie ins wahrhaft Anarchische; statt dessen wird hysterisch geblödelt, bis die Polizei kommt. Und auch der Geschlechter-Subtext erscheint nicht zeitgemäßer als die Bilder vom Pantoffelheld & der Gattin mit Nudelholz.“
Bei der Süddeutschen Zeitung schrieb Marco Maurer: „Es gibt Menschen hierzulande - meistens Männer -, die sogar noch bei einer Frau über einer Kloschüssel Klasse entdecken, vorausgesetzt, Heike Makatsch spielt diese Rolle. Im ZDF-Film Wir machen durch bis morgen früh von Regisseur Lars Becker dürften sich aber sogar Hardcore-Fans von Makatsch gelangweilt abwenden. Eine Stunde und 29 Minuten Langeweile, kein Spannungsbogen, keine ausgeprägten Charaktere, nichts.“ „Die Frauenrollen […] wirken wie Sex-and-the-City-Charaktere auf Landpartie.“ Trotz guter Besetzung kommt keine rechte Stimmung auf. „Die Schauspiel-Crew […] könnte während des Drehs auf der Reeperbahn ein paar gute Tage in Hamburg verbracht haben,“ nur sollten sie beim nächsten Mal „ein wenig Stimmung in den Film herüberretten.“
Anja Rützel schrieb für Spiegel.de: „Würde, Freude, Resthirn - die Ehe killt alles. Und schuld daran sind die Frauen. Zumindest in der ZDF-Klamotte ‚Wir machen durch bis morgen früh‘. Und was tun die Männer? Wehren sich mit einem Besäufnis nach Hangover-Art.“ In dieser ZDF-Komödie „soll diese Konstellation lustig sein - in Wahrheit ist sie natürlich zutiefst deprimierend. Vor allem die Tatsache, dass in deutschen Vergnügungsfilmen immer noch mit derlei gammeligen Geschlechterklischees hantiert wird, die nur knapp am Keifweib mit Nudelholz vorbeischrammen.“ „Bizarr flach ist diese Geschlechterschlacht, deren Besetzung mehr erwarten ließ.“ „Wenn der Plot schon nur leidlich überraschend ist, sind die Details überzogen albern.“